# Equipe boliviana na Copa Davis
A equipe boliviana na Copa Davis representa a Bolívia na Copa Davis, principal competição de tênis masculina por equipes do mundo. É administrada pela Federación Boliviana de Tenis.